# روبرت واين
روبرت واين (بالإنجليزية: Robert Wynne)‏ (و. 1851 – 1922 م) هو دبلوماسي من الولايات المتحدة الأمريكية ولد في مدينة نيويورك.
وهو عضو في الحزب الجمهوري .